# Гармашов Георгій Володимирович
Георгій Володимирович Гармашов (рос. Георгий Владимирович Гармашов; нар. 12 квітня 1974) — радянський та російський футболіст, півзахисник та нападник.

## Життєпис
Вихованець ДЮСШ-8 «Локомотив» міста Чита. Дорослу футбольну кар'єру розпочав 1991 року в «Будівельнику» (Нерюнгрі), який виступав у чемпіонаті РРФСР. Наступного року перебрався до іншого клубу з Нерюнгрі, «Кристалу», в якому виступав до 1994 року. В кінці сезону 1994 відіграв дві гри за якутський клуб «Динамо» і до початку 1995 року знову повернувся в «Кристал». У 1998 році перейшов в «Локомотив» (Чита), який в 2006 році був перейменований у ФК «Чита». Більшу частину кар'єри він провів саме в цьому клубі. У 2010 році призначений капітаном команди. За підсумками глядацького голосування, яке проходило на офіційному сайті ФК «Чита» і в редакції газети «Чита спортивна», визнаний найкращим гравцем сезону 2010 року.
Після завершення сезону 2011/2012 років оголосив про завершення кар'єри.

## Досягнення
«Чита»
- Другий дивізіон Росії (зона «Захід»)
  -  Чемпіон (1): 2008